# Longtan (Taoyuan)

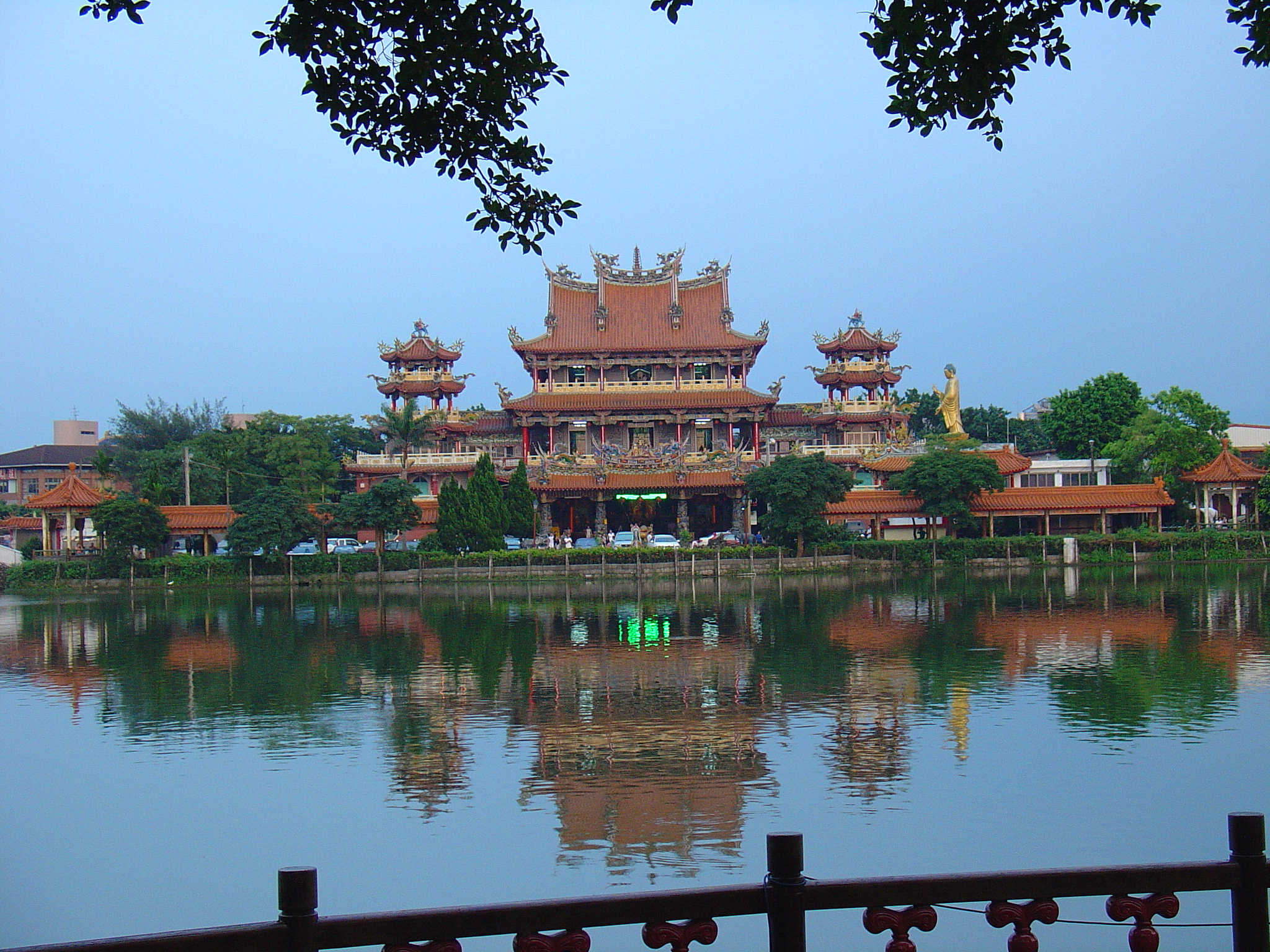
Der Longtan-See mit seinem buddhistischen Tempel

Longtan (chinesisch 龍潭區, Pinyin Lóngtán Qū, Hakka Liùng-thâm-khî, Pe̍h-ōe-jī Liông-thâm-khu) ist ein Bezirk im Südwesten der regierungsunmittelbaren Stadt Taoyuan in Taiwan.

## Geschichte
Das Gebiet des heutigen Bezirks wurde seit Beginn des 19. Jahrhunderts von chinesischen Einwanderern, vor allem der Volksgruppe der Hakka, besiedelt und landwirtschaftlich urbar gemacht. Die ursprünglich ansässige Ureinwohner-Bevölkerung wurde in die Bergregionen des Ostens abgedrängt. Der Bezirk hat seinen Namen von dem in seiner Mitte gelegenen Drachensee (chinesisch: Longtan), dessen Name sich wiederum der Legende verdankt, es seien einst aus ihm aufsteigende Drachen beobachtet worden.

## Bedeutung
Longtan ist bis heute ein ländlich geprägter Bezirk mit einer relativ niedrigen Bevölkerungsdichte in der Millionenstadt Taoyuan. Nach dem Ende der japanischen Kolonialzeit erlangte Longtan durch die Errichtung der Shimen-Talsperre (1964) und des Hauptquartiers der taiwanischen Armee eine größere nationale Bedeutung. Auch das mit dem Militär zusammenarbeitende National Chung-Shan Institute of Science and Technology (gegründet 1969) ist hier angesiedelt. Das 1968 errichtete Institute of Nuclear Energy Research zählt zu den ältesten Forschungseinrichtungen für Kernphysik in Taiwan. In jüngerer Zeit erlangte Longtan durch den Miniaturenpark Window on China (eröffnet 1984) und die an das Hakka-Erbe erinnernde Taoyuan Hakka Culture Hall (eröffnet 2008) auch touristische Bedeutung.